# Asplenium dissectum
Asplenium dissectum är en svartbräkenväxtart som beskrevs av Olof Peter Swartz. Asplenium dissectum ingår i släktet Asplenium och familjen Aspleniaceae. Inga underarter finns listade.